# Арагацотнская область
Арагацо́тнская о́бласть (арм. Արագածոտնի մարզ) или сокращённо Арагацо́тн (арм. Արագածոտն [ɑɾɑɡɑˈt͡sɔtən]) — область в Армении, на западе страны. На северо-западе граничит с Ширакской областью, на северо-востоке с Лорийской областью, на востоке с Котайкской областью, на юго-востоке с Ереваном, на юге с Армавирской областью, а на западе с Турцией. Административный центр — Аштарак. Другие города — Апаран, Талин.

## Этимология
Арагацотнская область своё название унаследовала от Арагацотнского гавара Айраратского ашхара. Название области дословно переводится как «подножие Арагаца» (высочайшей горы Армении).

## История
Территория Арагацотнской области была заселена ещё в доисторические времена. Долина реки Касах издавна была привлекательна своими плодородными землями и мягким климатом. Находки каменного (Сатани-Дар) и бронзового веков подтверждают это. Первое крупное государство, в летописях которого упоминается эта историческая область — Великая Армения. Эта территория называлась также Вотн Арагацо. Тогда на её территории располагалось поселение Вардкесаван, которое при правлении Вагаршака I (117—140) стало называться Вагаршапат (ставший столицей Великой Армении), а затем было переименовано в Эчмиадзин (ныне Армавирская область). В средневековье северная часть Арагацотна называлась Амберд. В IX—XI веках этот край был территория княжества Пахлавуни. В 1386 году территорию разграбили и опустошили войска Тамерлана. В XV веке губерния попала под иго Кара-Коюнов, а в 1502 году вошла в состав Сефевидского Ирана. В 1639 году Арагацотн вошёл в состав Ереванского ханства, а в 1828 году вместе с районами Восточной Армении был присоединён к Российской империи.
По всей территории марза много сохранившихся и полуразрушенных средневековых памятников — крепость Амберд, средневековые монастыри Сагмосаванк и Оганаванк. По соседству с центром области, в селе Ошакане, находится могила создателя армянской письменности Месропа Маштоца. В Арагацотнской области находится известная Бюраканская астрофизическая обсерватория, которую основал и долгие годы возглавлял один из основателей теоретической астрофизики Виктор Амбарцумян.
Современная Арагацотнская область была образована законом об административно-территориальном делении Республики Армения от 7 ноября 1995 года, в результате объединения Апаранского, Аштаракского, Арагацского и Талинского районов Армении.

### Религия
Епархия Арагацотна была сформирована Грамотой Католикоса Всех Армян Гарегина I в 1996 году. Она охватывает территорию одноимённой области, что составляет большую часть гаваров Арагацотн и Ниг исторического Айраратского края. В разные периоды территория епархии делилась между разными епископскими кафедрами. В эпоху раннего Средневековья Арагацотн находился под надзором епископов княжеского дома Аматуни. Родовым гнездом этой могущественной династии, начиная со времён царя Хосров III Котак Аршакуни (330-338), было высокогорное селение Ошакан с его мощной крепостью.

## География
Главной особенностью географического положения Арагацотнской области является то, что она находится между столицей Армении Ереваном и самой высокой горой страны Арагац (4090 м), давшей название региону. Природные условия разнообразны: абсолютная высота самой низкой точки 950 метров, а самая высокая — 4090 метров. Марз изобилует студёными ключами, бьющими из под вулканического покрытия, которые питают многочисленные речки. Основной водной артерией области является река Касах со своими основными притоками — Гехарот и Амберд. На реке Касах было построено Апаранское водохранилище. Также известен селевой ручей Мастары, который периодически наносит большой ущерб посевам. На нагорье Арагаца, близ вершины, находится озеро Кари (Каменное озеро). В высокогорных районах простираются альпийские луга, которые часто пересекаются глубокими ущельями и голыми скалами. В некоторых местах встречаются дубовые лесочки.

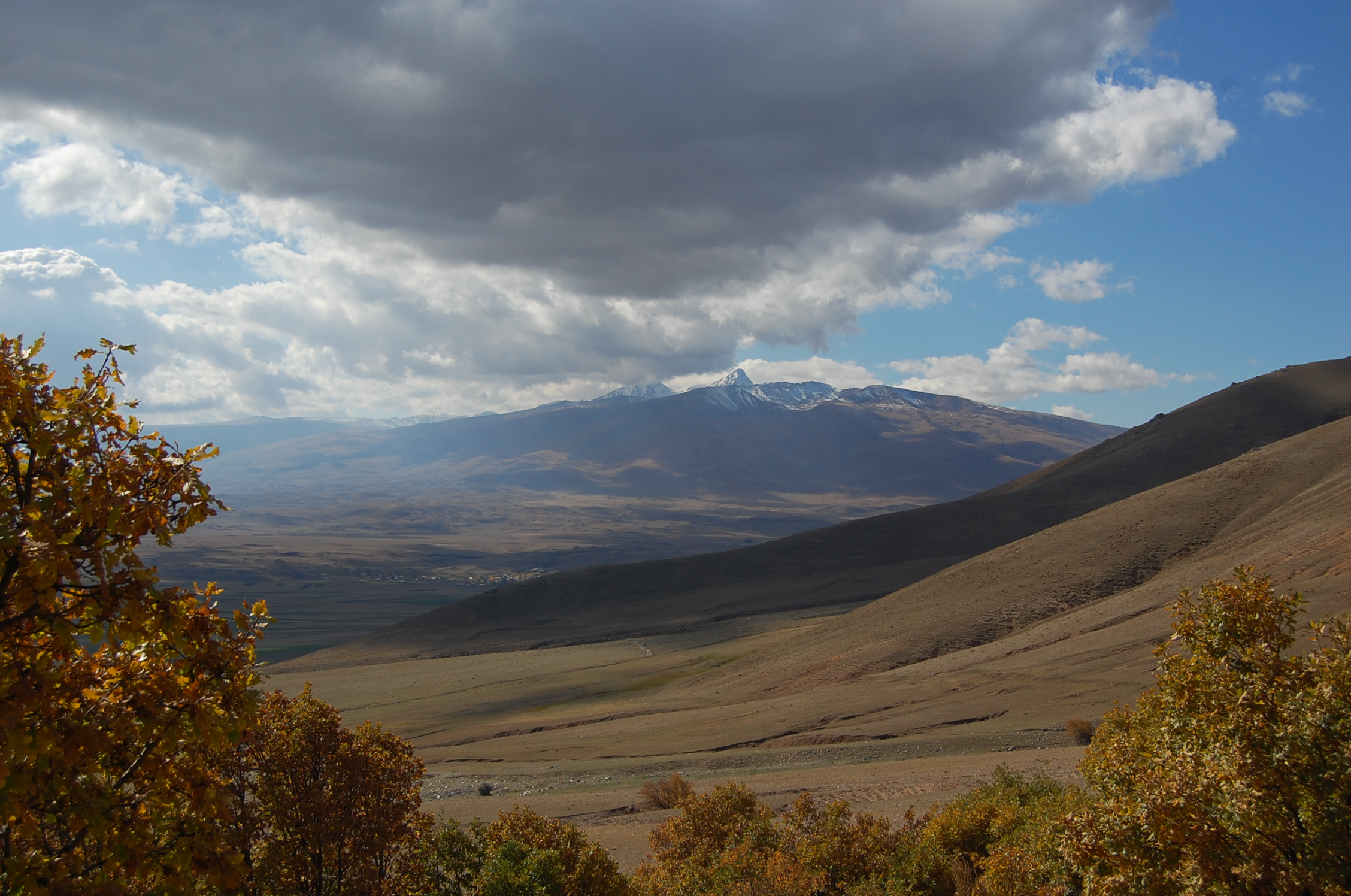
Природа Арагацотна, вид с горы Арагац
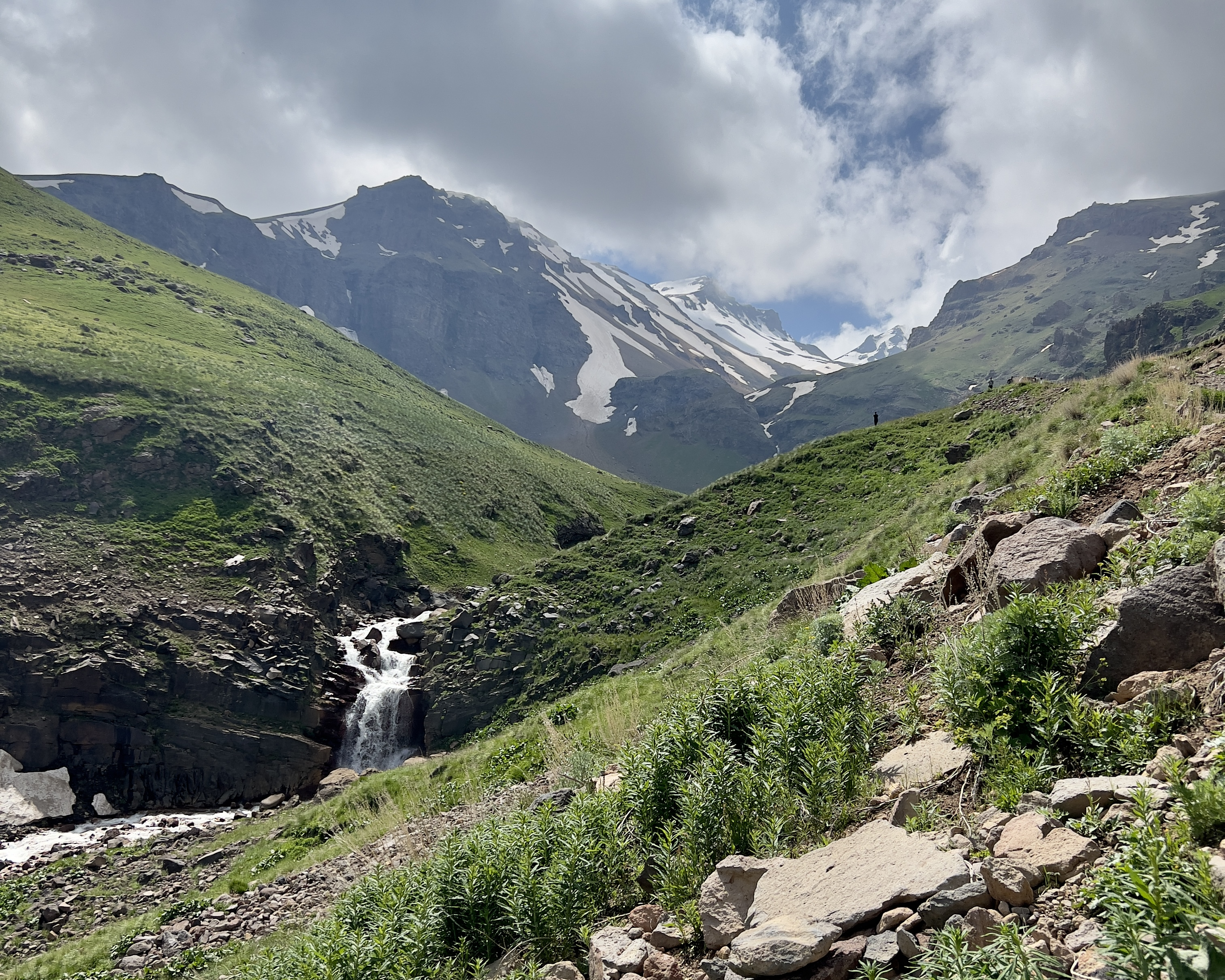
Природа Арагацотна, вид на Арагац
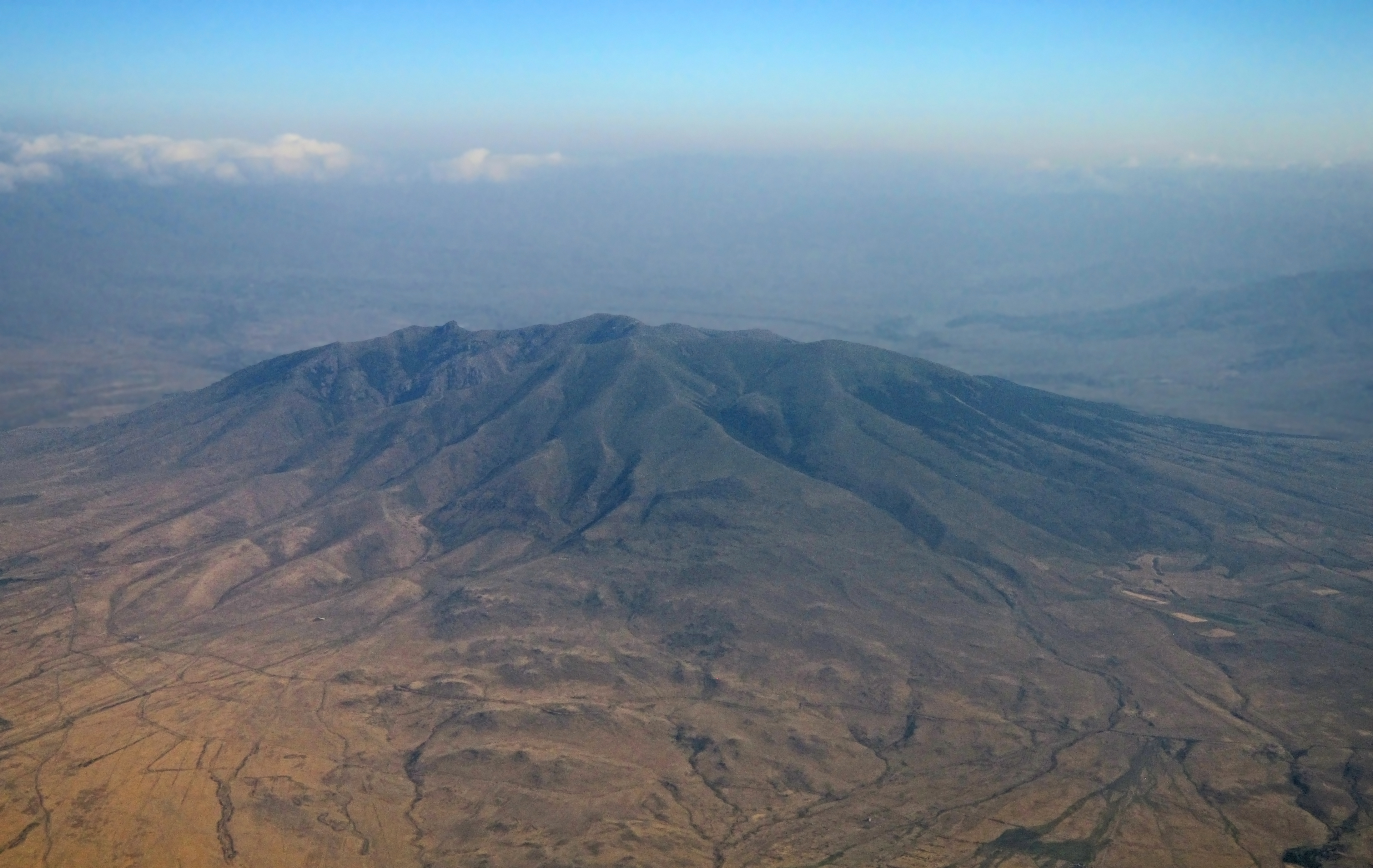
Гора Ара

### Климат
За счёт больших перепадов высот климат в регионе очень разнообразен. Если в долине лето длится вплоть до октября, вблизи вершины Арагаца большей частью года зима, и даже в летнее время там можно встретить снежные залежи.

## Достопримечательности
В Арагацотнской области много не только естественных, но также исторических и архитектурных памятников. По всей территории марза много сохранившихся и полуразрушенных средневековых памятников. По соседству с центром области, в селе Ошакане, находится могила создателя армянской письменности святого Месропа Маштоца, которая стала святыней всех армян мира. Арагацотнская область изобилует студёными ключами, бьющими из-под вулканического покрытия, которые питают многочисленные речки. Самыми известными достопримечательностями области являются такие архитектурно-исторические памятники, как:
- Крепость Амберд, X—XIII вв -с. Бюракан
- Монастырь Техер, XIII век — с. Тегер
- Церковь св. Иоанна, X век — с. Бюракан
- Церковь Артаваздик, VII—XIII вв — с. Бюракан
- Усыпальница армянских царей IV век — с. Ахдзк
- Церковь св. Степаноса, VII век — с. Гош
- Хачкар, 1175 года — с. Гош
- Часовня, X век — с. Гош
- Надгробный памятник, XII—XIII века — с. Гош
- Каравансарай, XII—XIV вв — с .Аруч
- Церковь VII века — с. Аруч
- Церковь VII века — с. Арташаван
- Сахмосаванк, XIII век — с. Сахмосаван
- Оганаванк, V—XIII вв — с. Оганаван
- Памятники Аштарака, VII—XIII вв — г. Аштарак
- Церковь Манканоц, VII века — с .Ошакан
- Часовня, XII век — с. Ошакан
- Мост, 1706 года — с. Ошакан
- Церковь, V в. — с. Дерек
- Касахская базилика, V в. — г. Апаран
- Церковь, VII в. — с. Лусагюх
- Аствацнкал, V—XIII в. — с. Артаван
- Часовня, XIII в. -с. Артаван
- Церковь, IX—X вв. — с. Заринджа
- Церковь Катогике, VII в. — г. Талин
- Церковь Богородицы, VII в. — г. Талин
- Церковь св. Иоанна, VII в. — с. Мастара
- Церковь, VII в. — с. Гарнаовит
- Церковь, VII в. — с. Иринд
- Церковь, V в. — с. Ашнак
- Церковь Христафора, VII—XIII вв. — г. Талин
- Памятники (крепость, церковь), IX—XIII вв. — г. Талин

### Фотогалерея

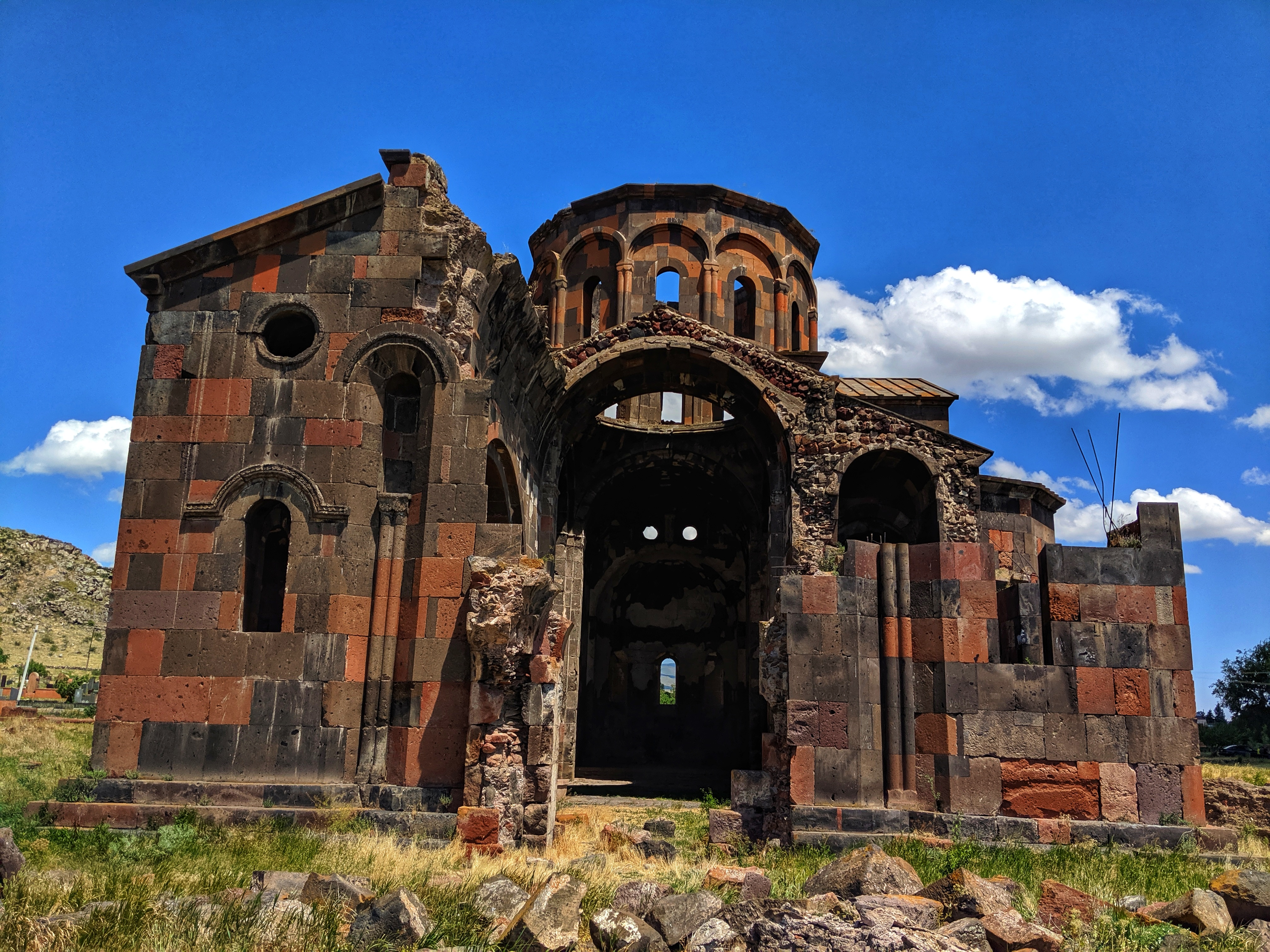
Талинский собор, VII век
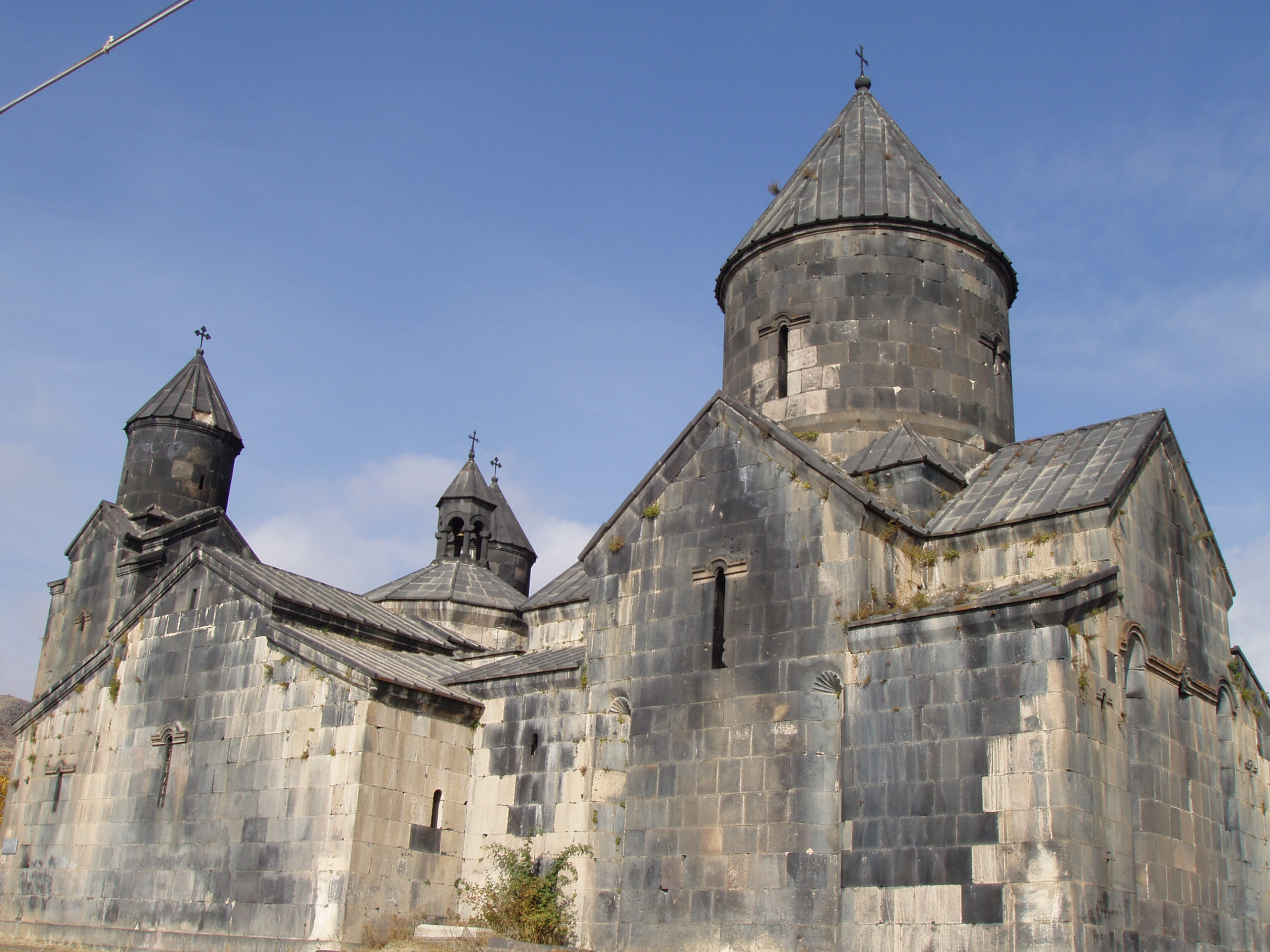
Монастырь Тегер, XIII век
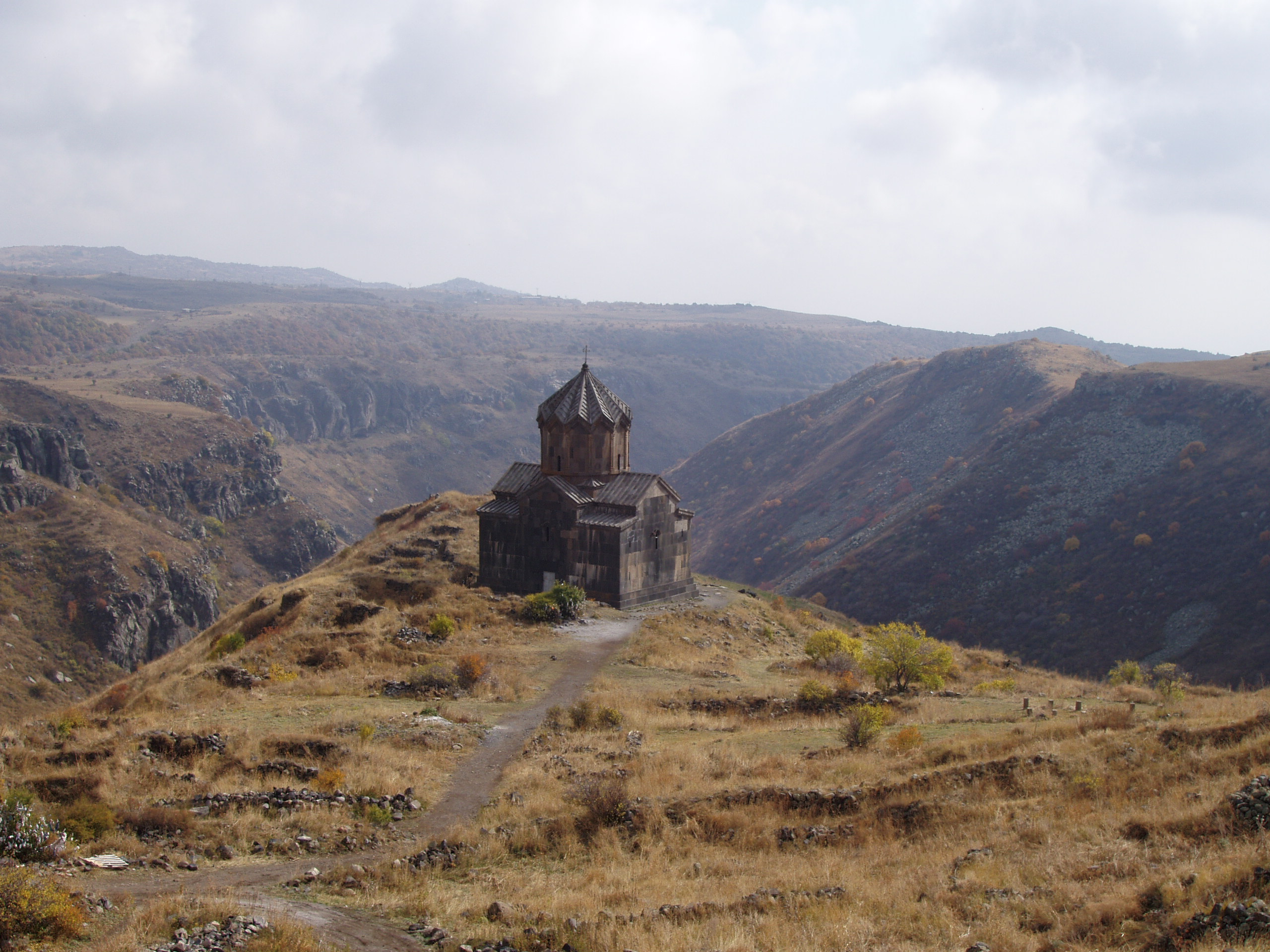
Церковь Ваграмашен,  XI—XIII века
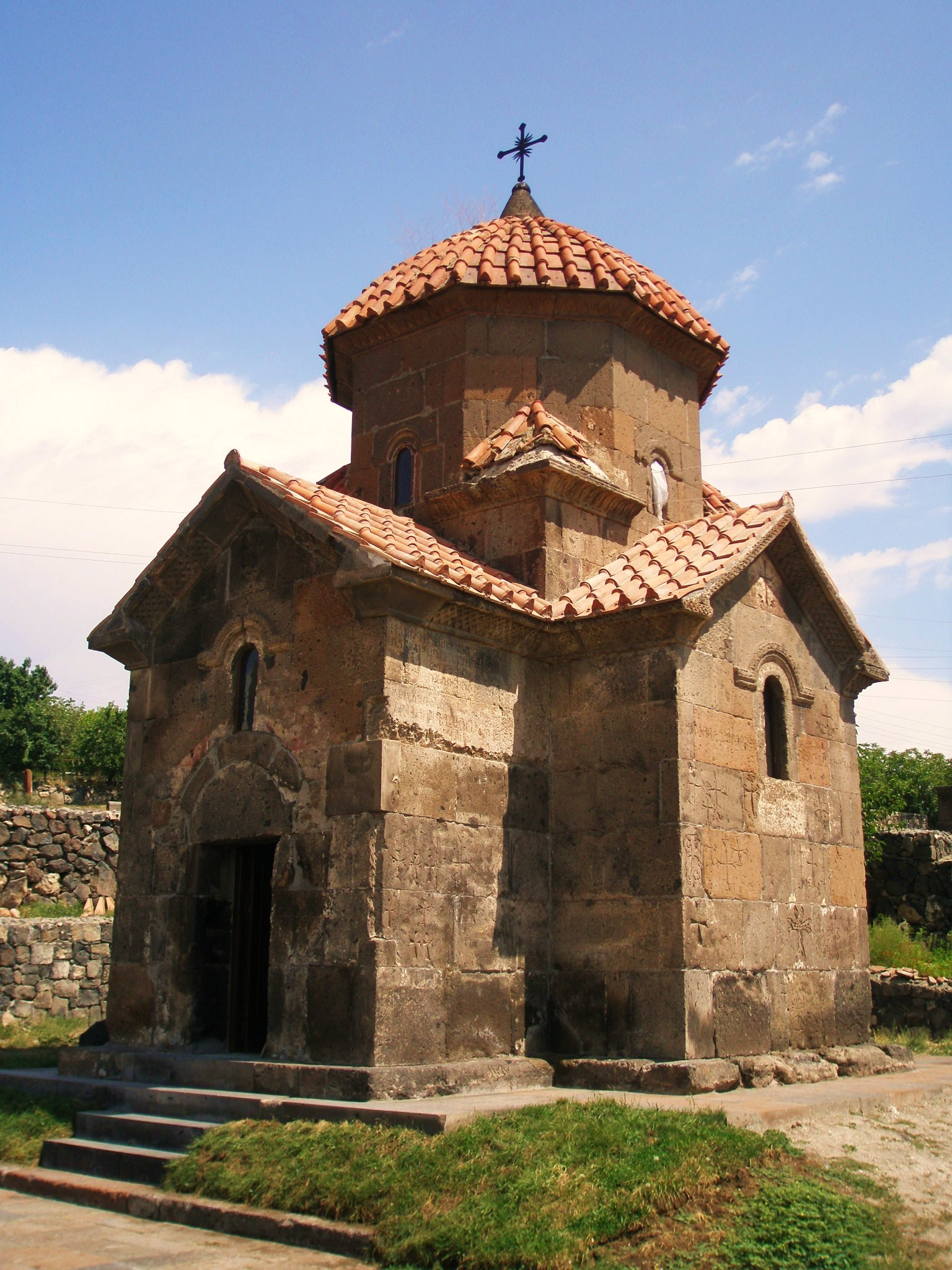
Церковь Кармравор, VII век
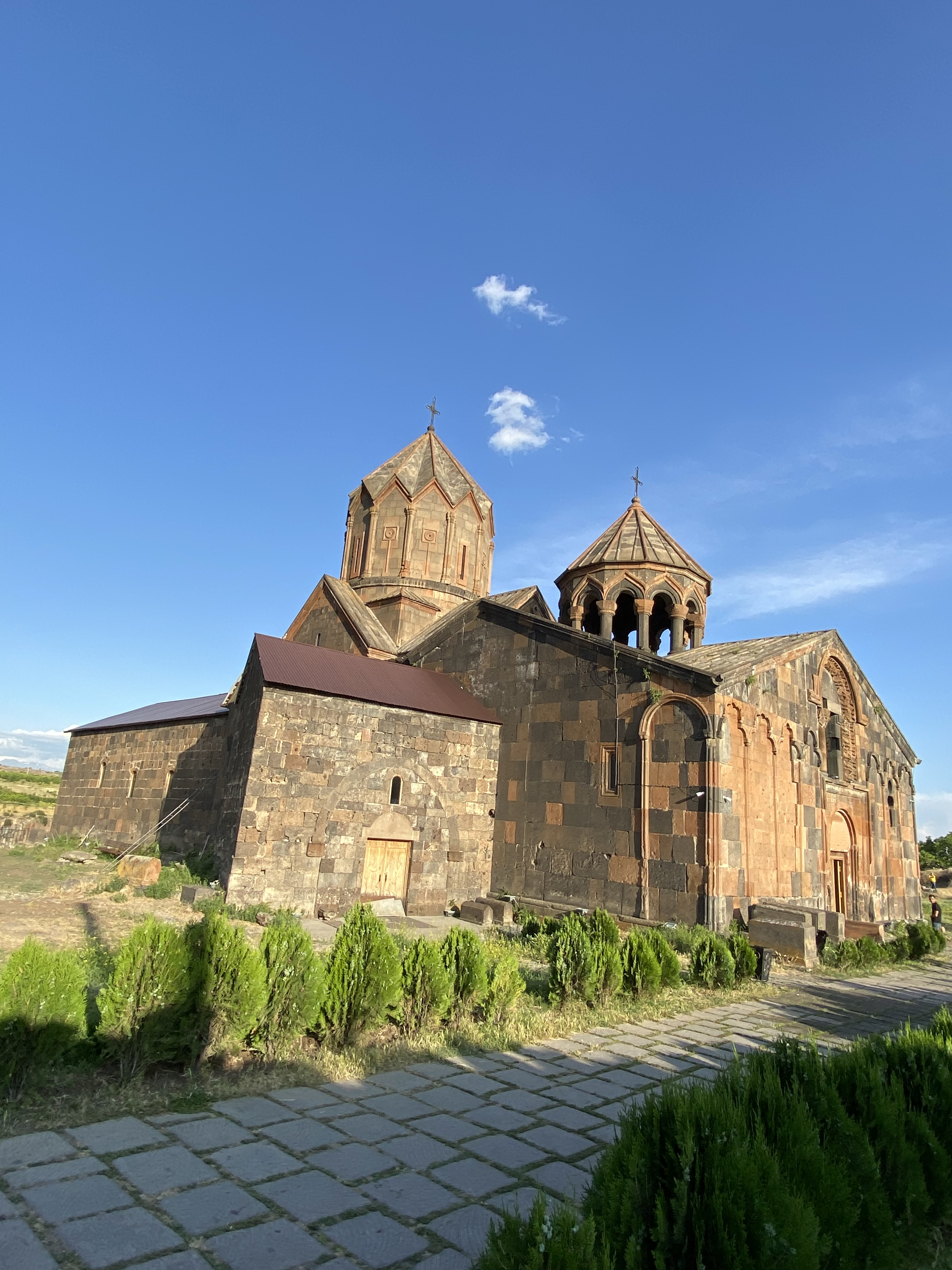
Церковь Ованаванк, XIII век
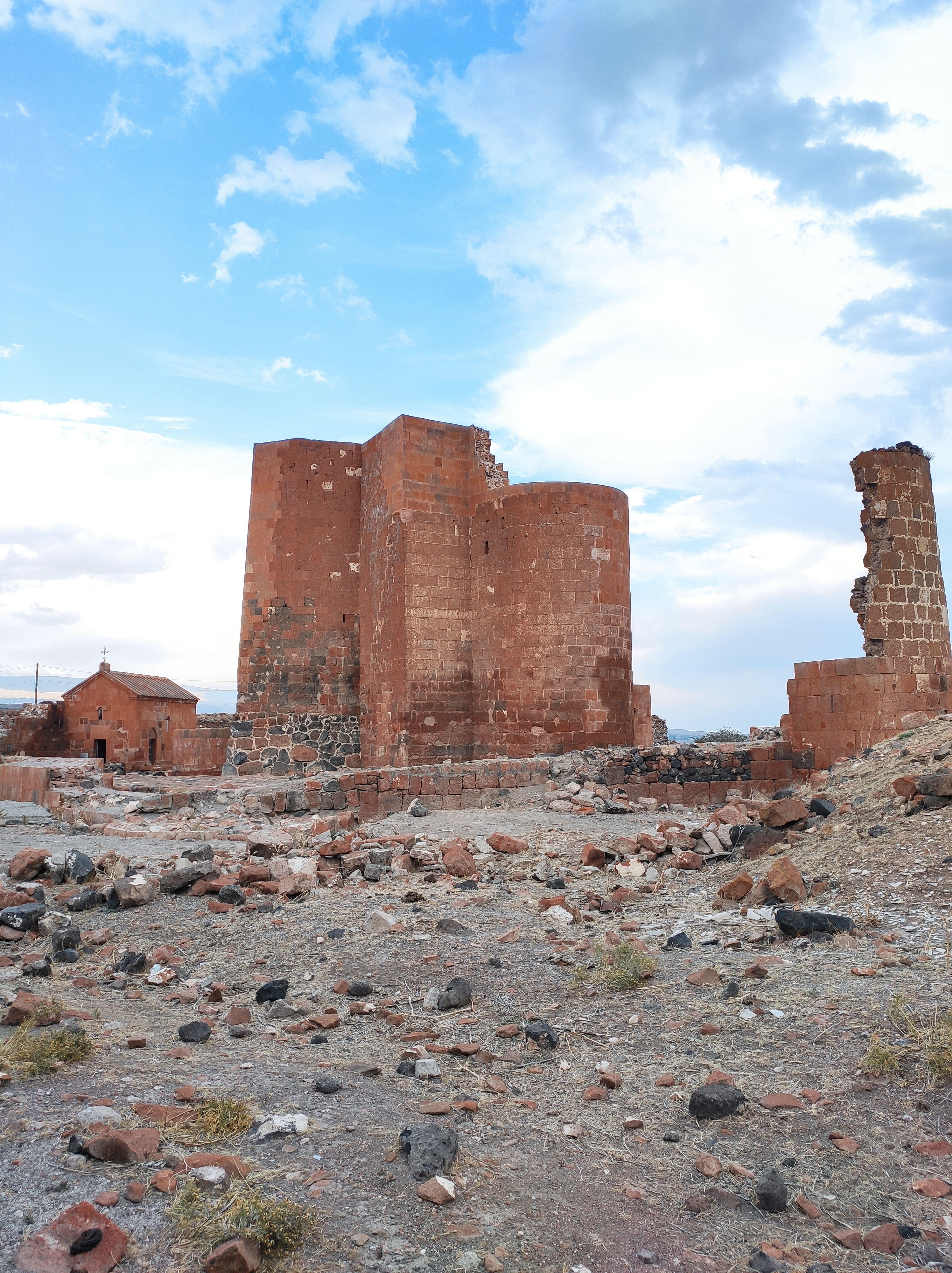
Крепость Даштадем в одноименном селе, XI век
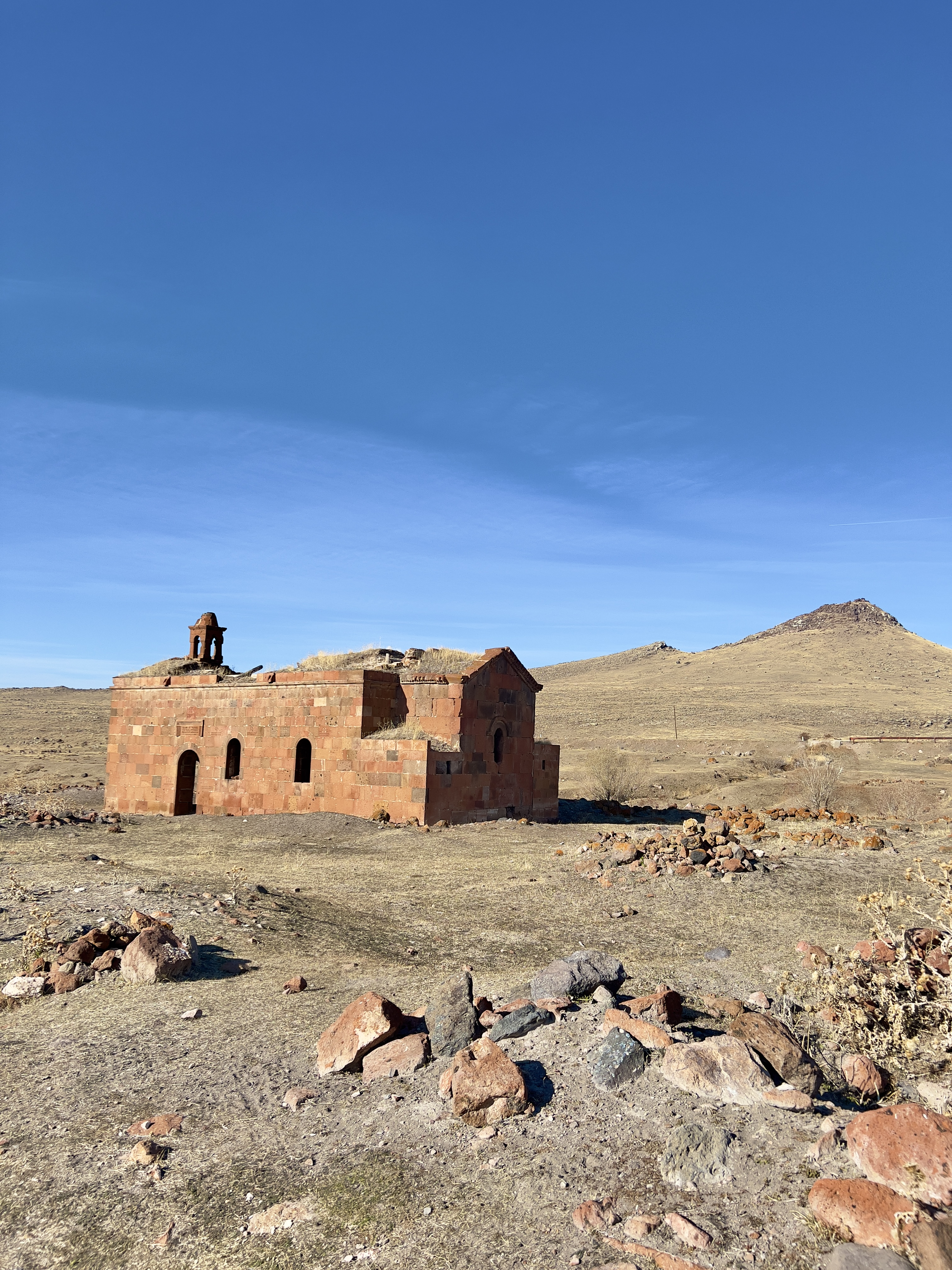
Церковь Сурб Астватацин, Шеник

## Демография
|                     | 1991    | 1993    | 1995    | 1997    | 1999    | 2001    | 2002    | 2003    | 2004    | 2005    | 2006    | 2007    | 2010    |
| ------------------- | ------- | ------- | ------- | ------- | ------- | ------- | ------- | ------- | ------- | ------- | ------- | ------- | ------- |
| Население           | 142 000 | 146 300 | 138 700 | 138 800 | 138 300 | 138 200 | 138 400 | 138 500 | 138 800 | 139 100 | 139 500 | 140 000 | 141 800 |
| Городское население | 39 600  | 42 400  | 35 300  | 34 100  | 33 300  | 33 000  | 32 900  | 32 900  | 32 900  | 32 900  | 33 000  | 33 000  | 33 100  |
| Источник: ArmStat   |         |         |         |         |         |         |         |         |         |         |         |         |         |

### Национальный состав
В Арагацотнской области, кроме армян, проживают также езиды, основное этническое меньшинство Армении (живут как в армянских населённых пунктах, так и отдельными деревнями), и курды.
| Национальность | Перепись 2001 года | Доля населения адм.-терр. единицы | Перепись 2011 года | Доля населения адм.-терр. единицы |
| -------------- | ------------------ | --------------------------------- | ------------------ | --------------------------------- |
| Всё население  | 138 301            | 100 %                             | 132 925            | 100 %                             |
| Армяне         | 130 678            | 94,49 %                           | 125 552            | 94,45 %                           |
| Езиды          | 6 405              | 4,63 %                            | 5 474              | 4,12 %                            |
| Курды          | 846                | 0,61 %                            | 1 616              | 1,22 %                            |
| Русские        | 179                | 0,13 %                            | 180                | 0,14 %                            |
| Другие         | 193                | 0,14 %                            | 103                | 0,08 %                            |

## Губернаторы
- Грачья Григорян (1996—1998)
- Грайр Карапетян (1998—2003)
- Габриэл Гёзалян (2003—2009, 2016—2017)
- Саркис Саакян (2009—2016)
- Ашот Симонян (2017—2018)
- Давид Геворгян (с 2018)